# Никола Карев

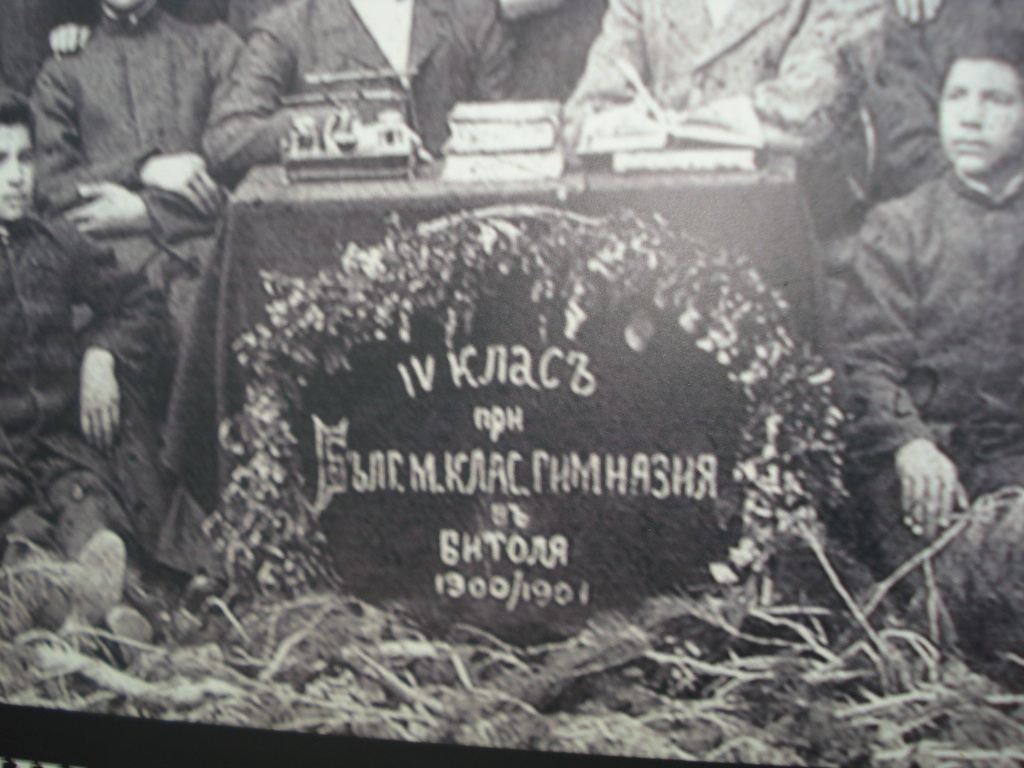
Фрагмент фотографії випускників Болгарської гімназії в Бітолі 1900–1901 рр., серед яких був Никола Карев.

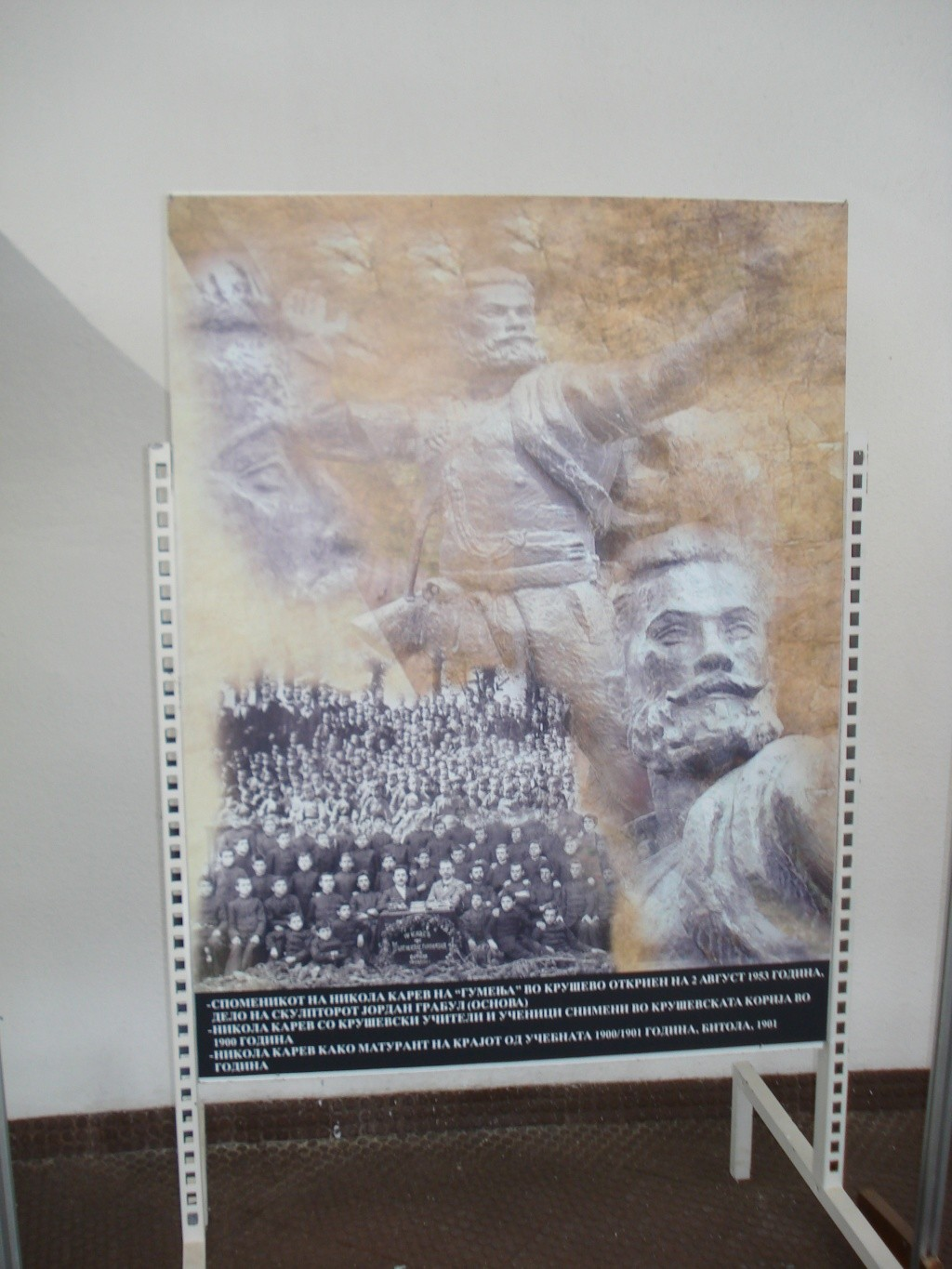
Панно з меморіалу у Крушево, на якому зображено пам’ятник Николі Кареву, відкритий 2 серпня 1953 року, і дві фотографії: з учителями та студентами Крушево, сфотографований у 1900 році в гаю Крушево

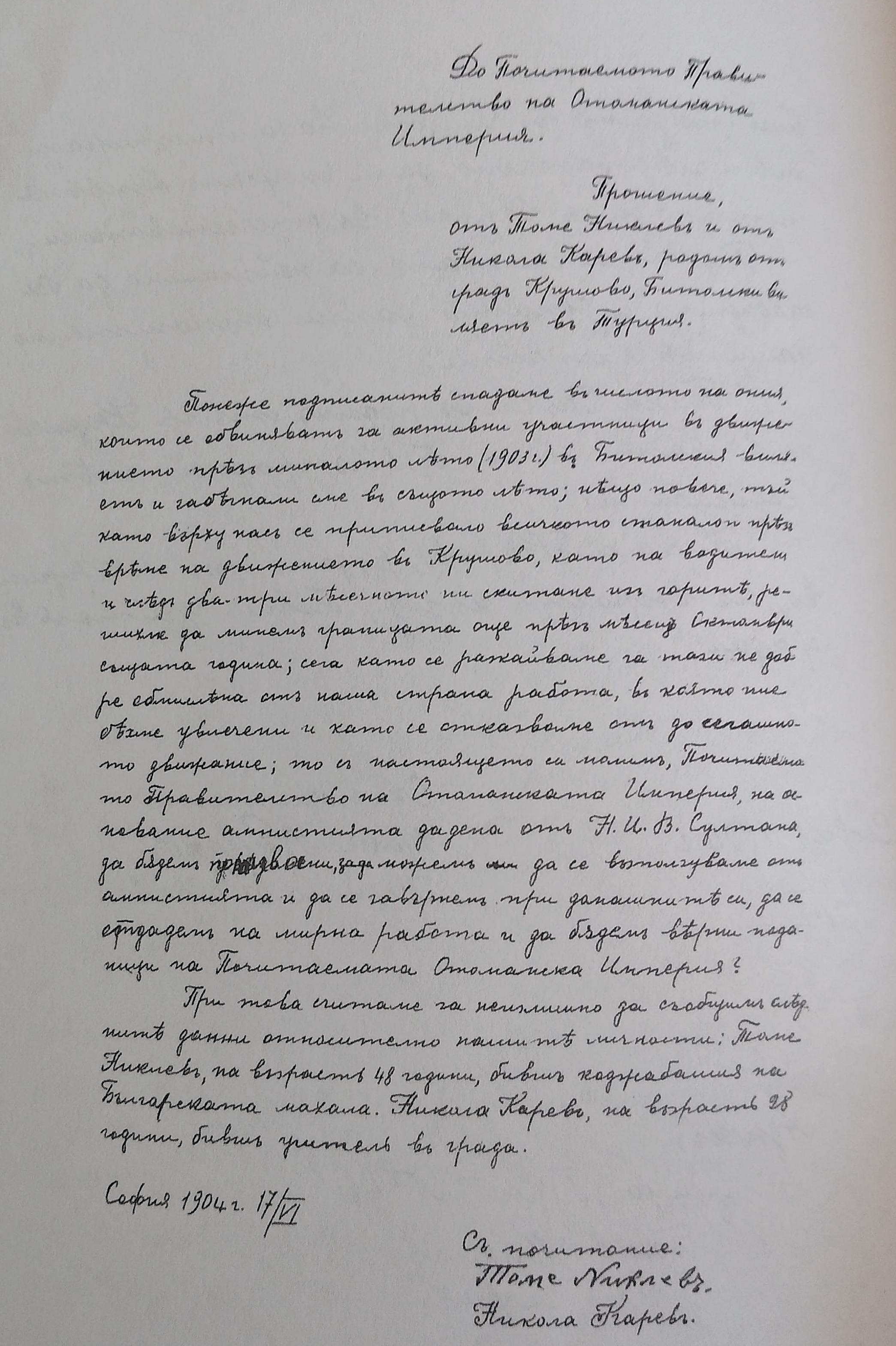
Прохання про помилування Тома Ніклева та Н. Карева до Османського уряду від червня 1904 р.; (болгарською мовою).

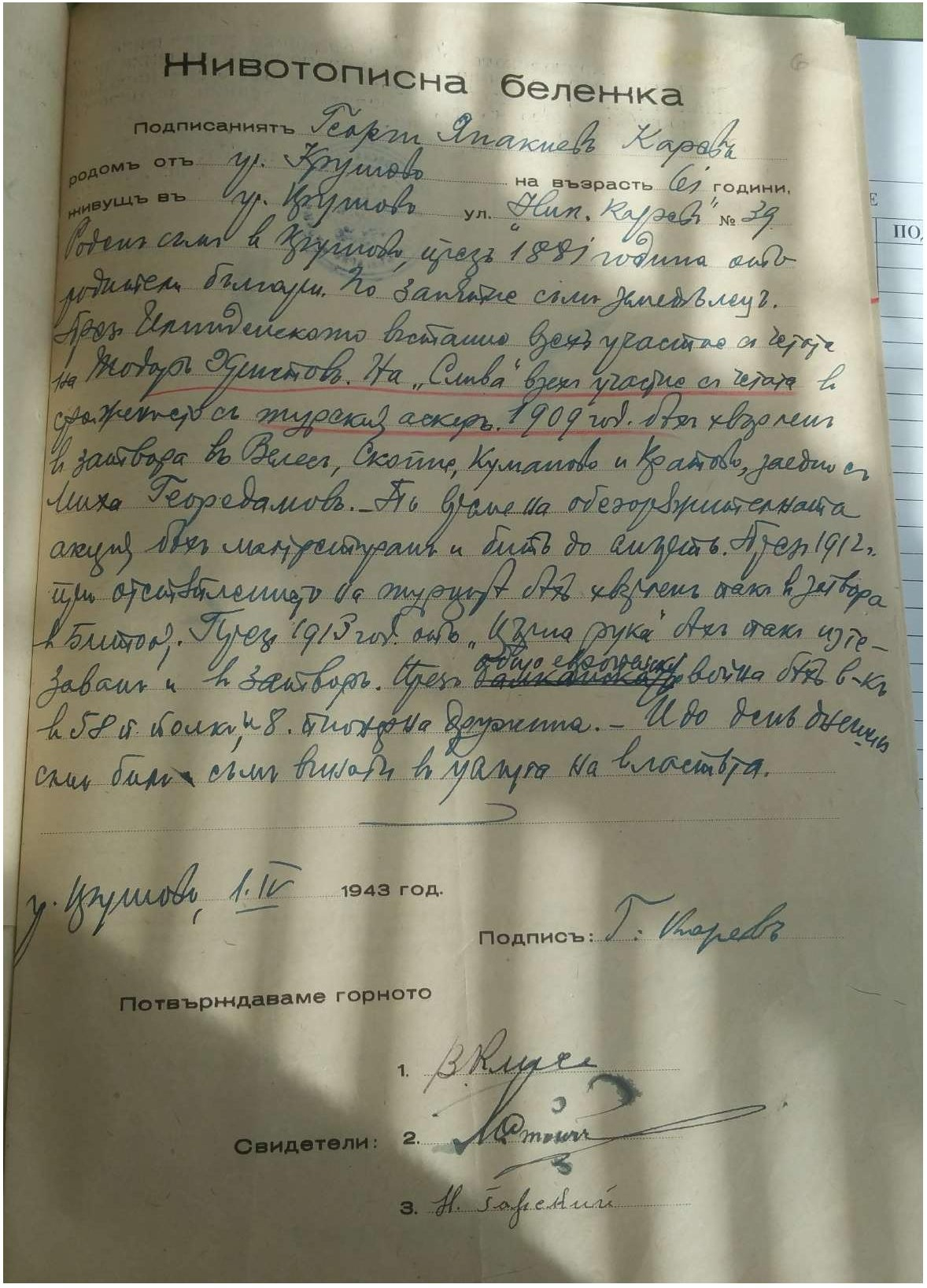
Автобіографія брата Николи Георгія Карева 1943 року, де він стверджує, що народився в болгарській родині

Никола Карев ( болг. Никола Янакиев Карев   і мак. Никола Јанакиев Карев, трансліт. Nikola Janakiev Karev; 23 листопада 1877 року — 27 квітня 1905 року) — македонський болгарський революціонер  у керованій Османською імперією Македонії. 

## Біографія
Никола Карев народився в Кіршова (нині Крушево ) і помер у селі Райчани, обидва сьогодні в Північній Македонії. Карев був місцевим лідером  Внутрішньої Македонської Революційної Організації (ВМРО). Працював учителем у своїй рідній місцевості    був членом Болгарської робітничої соціал-демократичної партії. Тепер його вважають героєм у Болгарії та Північній Македонії.

### Перші роки
Карєв завершив початкову освіту в болгарській школі в Крушево і в 1893 році переїхав до Софії, столиці Князівства Болгарія, де працював теслею у соціаліста Василя Главінова. Карев приєднався до соціалістичної групи, очолюваної Главіновим, і через нього познайомився з Дімітаром Благоєвим та іншими соціалістами і став членом Болгарської робітничої соціал-демократичної партії. У 1896 році брав участь у Македоно-Адріанопольській соціал-демократичній групі, створеній у складі Болгарської робітничої соціал-демократичної партії. У 1898 році Карєв повернувся до Османської Македонії і закінчив гімназію Болгарського екзархату в Бітолі. З 1900 року працював учителем у болгарських школах села Горно-Дівячі та рідного Крушево. 

### Політична та революційна діяльність
Перша конференція македонських соціалістів відбулася 3 червня 1900 року поблизу Крушево. У цей період Карев приєднався до Внутрішньої македоно-адріанопольської революційної організації і став лідером регіонального збройного загону. 
Республіка Крушево, яка тривала лише десять днів, була знищена османськими військами після інтенсивних боїв.
Після повстання Карев повернувся до Болгарії і став політичним активістом новоствореної марксистської Болгарської соціал-демократичної робітничої партії (вузьких соціалістів). У 1904 році Карев зробив легальну спробу повернутися до Македонії, скориставшись болгаро-османською угодою про амністію учасників Ілінденського повстання. Він надіслав до Стамбула кілька заяв про амністію. Заявки були отримані Османською комісією з амністії, але залишилися без відповіді.

### Сім'я
Два його брати Петар і Георгі також брали участь у ВМРО. Під час Другої світової війни Георгій був мером Крушево. Після 1944 року вони були ув'язнені як колабораціоністи болгарських фашистів у комуністичній Югославії, де обидва померли в таборі для інтернованих в 1950 і 1951 роках відповідно.  Племінник Ніколи Михайло, син Георгія, також був ув'язнений за звинуваченням у «проти ідеї комуністичної Югославії».
Після Другої світової війни республіка Крушево була поглинена історичним наративом нової Соціалістичної Республіки Македонія. Після 1944 року ім'я Николи Карева було присутнє в гімні Соціалістичної Республіки Македонія і було  видалене у 1953 році без пояснень  комуністичним керівництвом на чолі з Лазарем Колішевським.

## Пам'ять
Останки Карева були поховані в Райчані, селі неподалік від місця його вбивства. У 1953 році, на 50-ту річницю Ілінденського повстання, їх перевезли до рідного міста Крушево.  У 1990 році їх перенесли до сусіднього пам'ятника під назвою Македоніум.

У 2008 році  в Скоп’є було встановлено великий бронзовий пам’ятник Николі Кареву, відлитий  Фердінандо Марінеллі у Флоренції, Італія. 